# Hegeman
Het geslacht Hegeman (ook: Aeltsen Hegeman) is een van oorsprong uit Gelderland (de Veluwe) afkomstige familie en in de zestiende en zeventiende eeuw een Elburgs en Harderwijks patriciërs - en later regentengeslacht dat diverse bestuurders, militairen en predikanten heeft voortgebracht.
De stamreeks gaat terug tot Jan Hegeman die in 1412 door de Hertog van Gelre wordt begiftigd met een jaargeld van 50 goudguldens en daarmee voor het eerst wordt vermeld. In het jaar 1456 wordt een Henric Hegeman vermeld in de rechterlijke archieven van Harderwijk als zijnde pachter van een rondeel naast de Sint Nicolaaspoort, later de Luttekepoort genoemd. Jacob Hegeman (1520-1571) geldt als stamvader van de hedendaagse naamdragers. Hij was burgemeester en schepen van Harderwijk. Jacob was de vader van Wolter Hegeman (ca. 1545-1582), kolonel in Staatse dienst tijdens de Nederlandse Opstand. Een achterkleinzoon van Wolter Hegeman, eveneens genaamd Wolter Hegeman (1635-1703), wordt in 1663 aangesteld als drost van de Heerlijkheid Wisch waardoor een tak afstammelingen van Jacob Hegeman in het toenmalige Graafschap Zutphen (Oost-Gelre) neerstreek.  
Een andere tak belandde via Dionijs Hegeman (1624-1678) en Adriaen Hegeman (1625-1672), achterkleinzonen van Jacob Hegeman, in de eerste helft van de zeventiende eeuw in Amsterdam. Adriaen Hegeman emigreerde in 1652 vanuit Amsterdam naar Nieuw Amsterdam (New York). Hij is de stamvader van allen in Amerika levende Hegemans. Adriaen vervulde diverse bestuurlijke functies in het toenmalige Nieuw Amsterdam. De Adrian Hegeman Public School en de Hegeman Avenue in het huidige Brooklyn zijn naar hem vernoemd. 

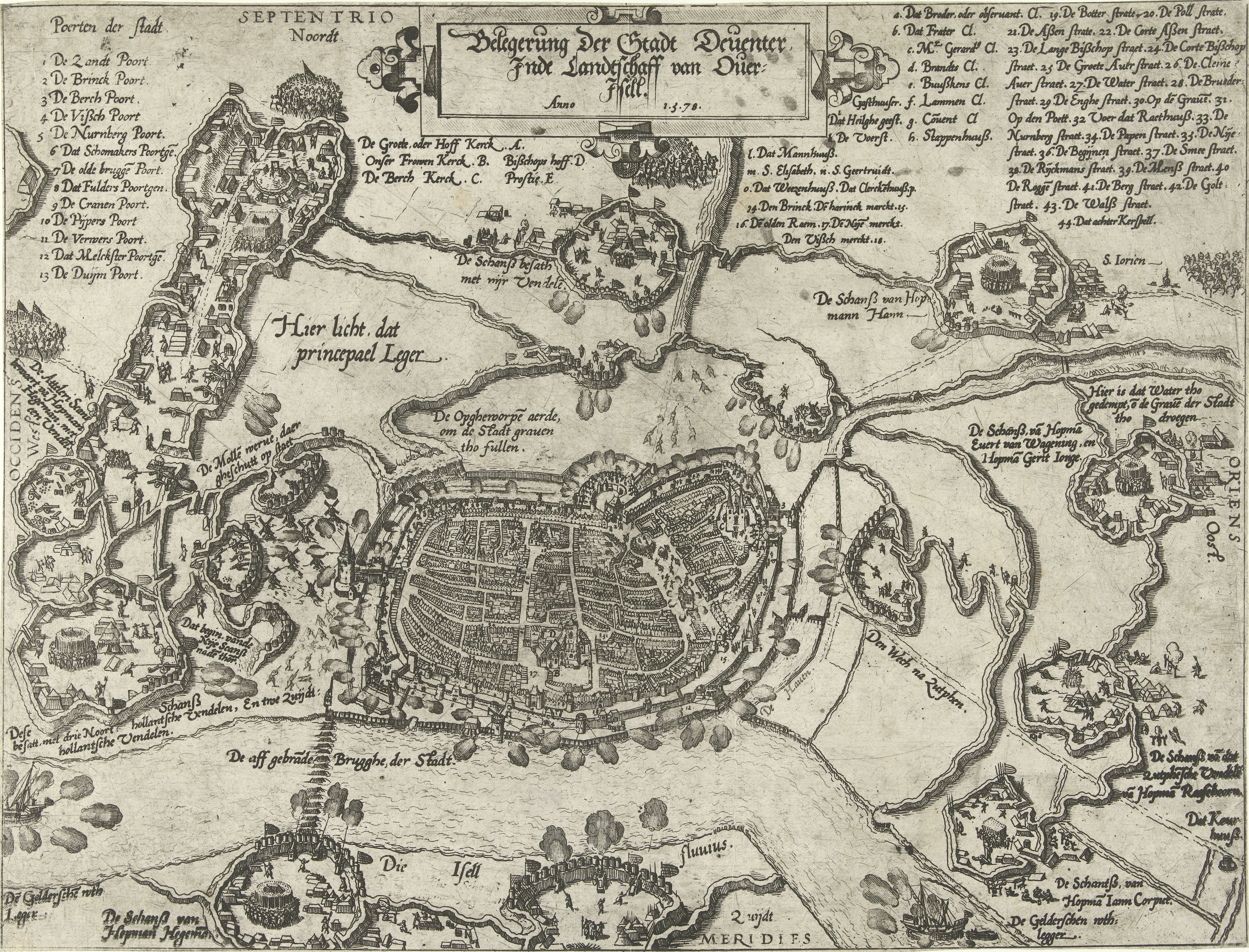
Beleg van Deventer (1578) door Joannes van Doetechum (I), 1578. Links op de voorgrond wordt 'de schans van hopman Hegeman' vermeld.

## Nakomelingen van Jacob Hegeman (1520-1571):[6]
- Cornelisgen Hegemans, dochter van Jacob Hegeman, geërfde in de Elspeter bossen en Uddeler Heegde, trouwt in 1581 Geerlof Jansz. Voeth, burgemeester van Harderwijk. Uit dit huwelijk:
  - Johan Voeth, ritmeester, trouwt in 1613 met Wendela Bardesius, dochter van Willem Baerdesen/Bardesius, heer van Warmenhuizen, burgemeester van Amsterdam.  
  - Geerlofje Voeths, trouwt in 1617 Johan Lulofs, burgemeester van Deventer.
- Wolter Hegeman, zoon van Jacob Hegeman, geboren te Harderwijk ca. 1545, eerst hopman (kapitein) en later overste (kolonel) in het Staatse leger, vertrouweling van Graaf Willem van den Bergh en Willem van Oranje tijdens de Nederlandse Opstand. Hij trouwde met Niesgen Claesdr. Uit dit huwelijk:
  - Wijntgen Hegemans, geboren te Harderwijk in 1580. Zij trouwde Dirck Aeltsen, geboren te Harderwijk, muntmeester aldaar. Uit dit huwelijk:
    - Wolter Aeltsen Hegeman, geboren te Harderwijk in 1598, gildemeester van het St. Jorisgilde te Harderwijk, geërfde in de Veluwe.[7] Hij trouwt Rijcka van Doetinchem, lid van het geslacht van Doetinchem. Uit dit huwelijk:
      - Wolter Hegeman, geboren te Harderwijk 1635, drost van Wisch, Terborg en Varsseveld. In de rechte lijn stammen van deze Wolter Hegeman af:
        - Walter Theodorus Johannes Hegeman (1903-1996), priester te Lichtenvoorde en broer van Wilhelmus Antonius Hegeman (1889-1993), alias 'Diekas Willem', een in de omgeving van Lichtenvoorde bekende korenvlechter en medeoprichter van de Stichting Marke Vragender Veen, die de leeftijd van 104 jaar bereikte.
- Johan Hegeman, geboren te Harderwijk in 1581, bastaardzoon van overste Wolter Hegeman (ca. 1545-1582), dienaar van burgemeester Otto Roeck te Deventer. Hij trouwt Aelken Pauwels, dochter van Pauwel Pauwels, burgemeester van Zwolle. Uit dit huwelijk: 
  - Wolter Hegeman, geboren in 1620, kapitein in dienst van de Koning van Denemarken.
- Roelof Hegeman, geboren te Harderwijk ca. 1555, magistraat en burgemeester van Elburg. Hij trouwde met Jacobgen Heecks, dochter van Aleyt Heecks en Gerrit van Empste, burgemeester van Elburg.
  - Cornelis Hegeman, geboren te Elburg in 1581, eerst schepen, later burgemeester en magistraat van Elburg.
    - Roelof Hegeman, geboren te Elburg 1611, eerst schepen, later burgemeester van Elburg. Hij trouwt in 1643 Geisje Greven, lid van het geslacht Greven en dochter van Andries Greven en Wobbigje Feith. Uit dit huwelijk:
      - Wobbina Hegemans, geboren te Elburg 1643. Zij trouwt Hendrick Feith, burgemeester van Elburg, zoon van Arend Feith en Margaretha von Alemann.
      - Andries Hegeman, geboren te Elburg 1650, magistraat van Elburg.  
      - Cornelis Hegeman, geboren te Elburg 1646, vaandrig, trouwt Antonia Cootenberg.
- Jacob Lambertsz. Hegeman, volle neef (oomzegger) van overste Wolter Hegeman, trouwt in 1651 met Aertien Feith, lid van het geslacht Feith en dochter van Henrick Arntsz. Feith en Erwertje van Hoeclum, lid van het geslacht van Hoeclum. Uit dit huwelijk:
  - Ds. Henrick Hegeman, geboren te Elburg ca. 1595, predikant te Vorchten. Hij trouwt Maritgen van Marle, dochter van Berent Egberts van Marle. Uit dit huwelijk: 
    - Ds. Wolter (Gualterus) Hegeman, predikant te Doornspijk.
    - Dionijs Hegeman, geboren te Elburg in 1625, kruidenier in de Nes te Amsterdam in 1653. Hij trouwt Susanna de Schilder, dochter van Abraham de Schilder en Catlijn Metsue.
    - Adriaen Hegeman, geboren te Elburg in 1624, emigreert met zijn gezin naar Nieuw Amsterdam (New York) in 1652, schout van Midwout, Amersfort en Breuckelen (Flatbush, Flatlands en Brooklyn). Hij trouwt met Catharina Margits, dochter van Joseph Margits, diamantsnijder uit Londen.
    - Ds. Helmichius Hegeman, geboren te Vorchten in 1633, predikant te Oosterwolde en later te Vorchten, trouwt Maria Nienhuys. Uit dit huwelijk: 
      - Henricus Hegeman (1662-1691), geboren te Arnhem, chirurgijn- majoor in het regiment van de Baron van Wassenaer.
      - Ds. Bernardus Hegeman, geboren ca. 1665, predikant te Vorchten, trouwt Margrita van der Wende, dochter van ds. Johannes van der Wende (predikant op het Kampereiland).

## Wapenbeschrijvingen
Wapen Hegeman 1: in (goud) een klimmende (bruine beer), vergezeld van drie (zilveren) schoppen (of blokjes); helmteken: een uitkomende (bruine) beer (gevoerd door kolonel Wolter Hegeman te ‘s-Heerenberg 26 november 1581).
Wapen Hegeman 2: in zliver drie rode harten (2-1); helmteken: een rood hart tussen een zilver-rode vlucht (gevoerd door Roelof Hegeman, magistraat te Elburg 1644, door Ds. Helmichius Hegeman, predikant te Vorchten en door Bernardus Hegeman, predikant aldaar 1711).
Wapen Aeltsen 3: in blauw drie zilveren stokken, waarvan beide einden pijlpuntig, verticaal geplaatst naast elkaar; helmteken: de drie stokken tussen een vlucht (o.a. gevoerd door Gerrit Aelssen te Elburg 1637).
Wapen Aeltsen Hegeman 4: gedeeld 1. in zilver drie rode stokken, waarvan beide einden pulpuntig, verticaal geplaatst naast elkaar, 2. in goud een bruine klimmende beer vergezeld van drie zilveren schoppen met de ijzers naar boven; helmteken: uitkomende bruine beer (gevoerd door Wolter (Aeltsen) Hegeman, ged. Harderwijk 25 juli 1598).
Wapen Hegeman 5: in (goud) een klimmende (bruine) beer (gevoerd door Wolter Hegeman, drost van Wisch, Terborg en Varsseveld op 15 dec. 1674 en 29 maart 1675).